# 小行星100051
小行星100051（100051 Davidhernandez）是一颗绕太阳运转的小行星，为主小行星带小行星。该小行星于1991年10月发现。
該小行星以發現者安德魯·洛（Andrew Lowe）的姪子大衛·R·赫爾南德斯（David A. Hernandez）命名。

## 轨道参数
小行星100051的轨道半长轴为327 222 773 km，2.1873180 UA，离心率为0.039。